# Blitzen Benz
Blitzen Benz (нем. Blitzen Benz, в переводе — «Молния-Бенц») — немецкий гоночный автомобиль, разработанный в 1909 году пионером автомобилестроения Карлом Бенцем, установивший в 1911 году рекорд скорости (для того времени) в 228,1 км/ч.
Всего было сконструировано 6 машин Benz 200HP «Blitzen Benz», из которых до наших дней дожили только два экземпляра: один из них находится в Германии в музее Mercedes-Benz, а другой — в США в частной коллекции (c 2002 года).

## История
Карл Бенц долгое время не поддавался веяниям моды и равнодушно относился к автоспорту и гонкам, но видя, как его конкуренты делают на скоростных шоу громкую рекламу и тем самым извлекают из этого коммерческую выгоду, он приступил к разработке собственного спортивного автомобиля. Взяв за основу построенный в 1908 году гоночный автомобиль Benz Grand-Prix, который развивал скорость в 160 км/ч, инженеры компании "Benz & Cie." начали работу над новым прототипом. Результатом их работы в 1909 году стал автомобиль, имеющий рядный 4-цилиндровый двигатель объёмом 21,5 литра с диаметром поршней в 185 мм и выдающий мощность в 200 лошадиных сил (отсюда и название «200HP»). Максимальный крутящий момент развивался при 1600 об/мин и передавался на задние колеса с помощью цепной передачи. Подвеска была типичная для того времени – зависимая на листовых полуэллиптических рессорах без амортизаторов. Тормоза устанавливались механические барабанные.
Данный автомобиль не подпадал ни под одну классификацию строгого регламента европейских первенств, поэтому в компании было принято решение отправить автомобиль в Соединенные Штаты, где были хорошие прямые трассы, да и публика с огромной любовью относилась к эффектным техническим новинкам и гоночным зрелищам. Именно так и началась карьера «Blitzen Benz» (в англ. варианте «Lightning Benz»). 9 ноября 1909 года на треке Брукландс известный французский автогонщик Виктор Эмери (англ. Victor Hemery), управляя автомобилем Блитцен Бенц, установил рекорд со средней скоростью в 202,7 километра в час (126,0 миль в час).
17 марта 1910 года на первом же заезде на Дейтона-Бич гонщик Барни Олдфилд без особых усилий показал публике ещё большую скорость – 211,97 км/ч. Хотя на официальном уровне рекорд зарегистрирован не был, но через день американская пресса раструбила эту новость по всему миру.
Автомобиль начал колесить по стране и демонстрировать новые стандарты скорости и побеждать в различных соревнованиях. Не имея себе равных, машина попала в немилость Американской автомобильной ассоциации (англ. American Automobile Association), которая в 1910 году дисквалифицировала Барни Олдфилда. Однако вместо него за руль автомобиля сел Боб Бурман. Именно ему судьба предоставила возможность попасть в историю – 23 апреля 1911 года он установил официально зарегистрированный мировой рекорд скорости – 228,1 км/ч. Этот рекорд продержался до 1919 года, хотя в те времена новые рекорды скорости устанавливались едва ли не каждый год. После такого ошеломляющего успеха  «Blitzen Benz» вернулся в Европу, где ещё продолжал участвовать в различных соревнованиях до середины 1930-х годов.

## Галерея

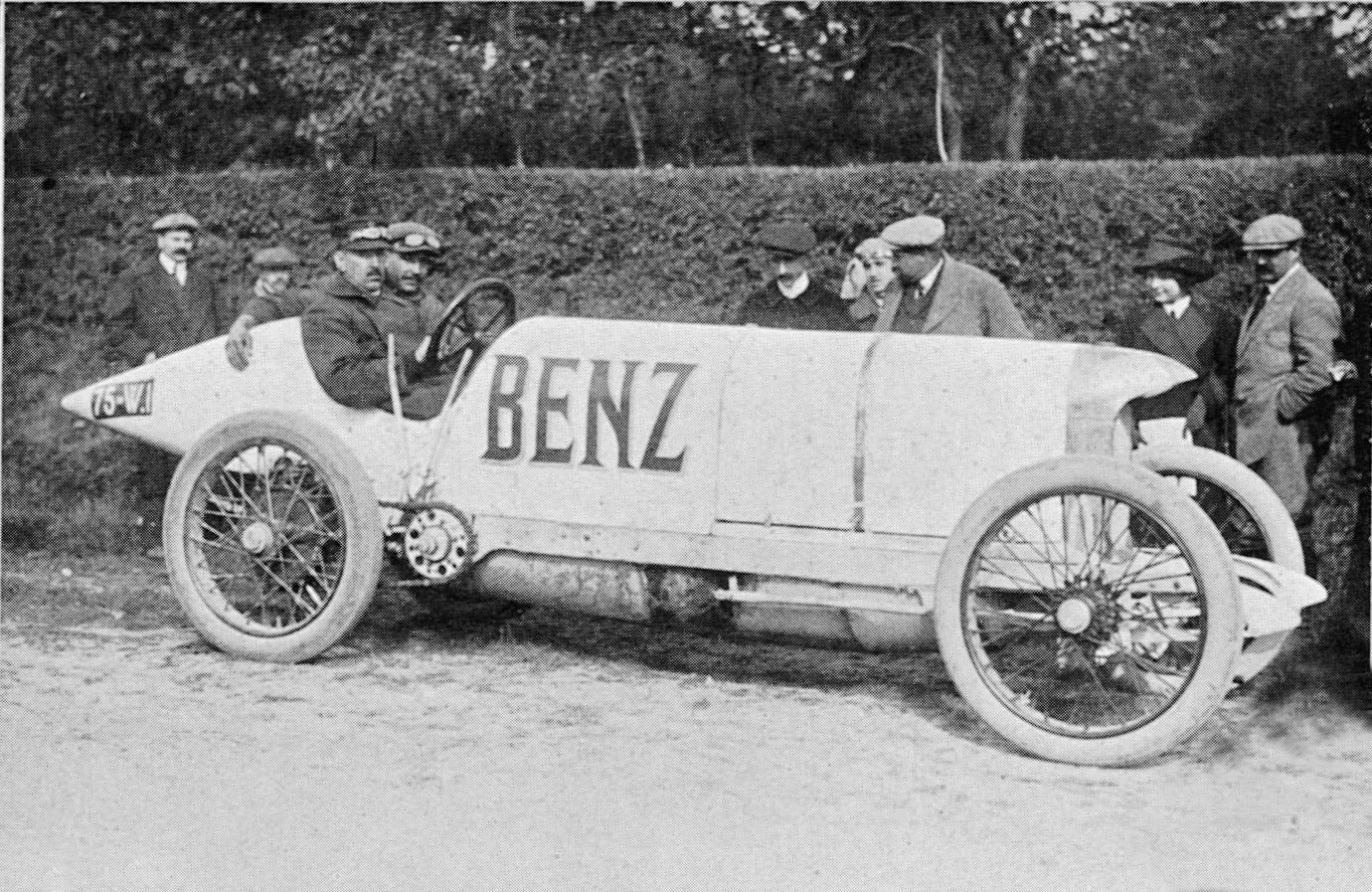
Блитцен-Бенц
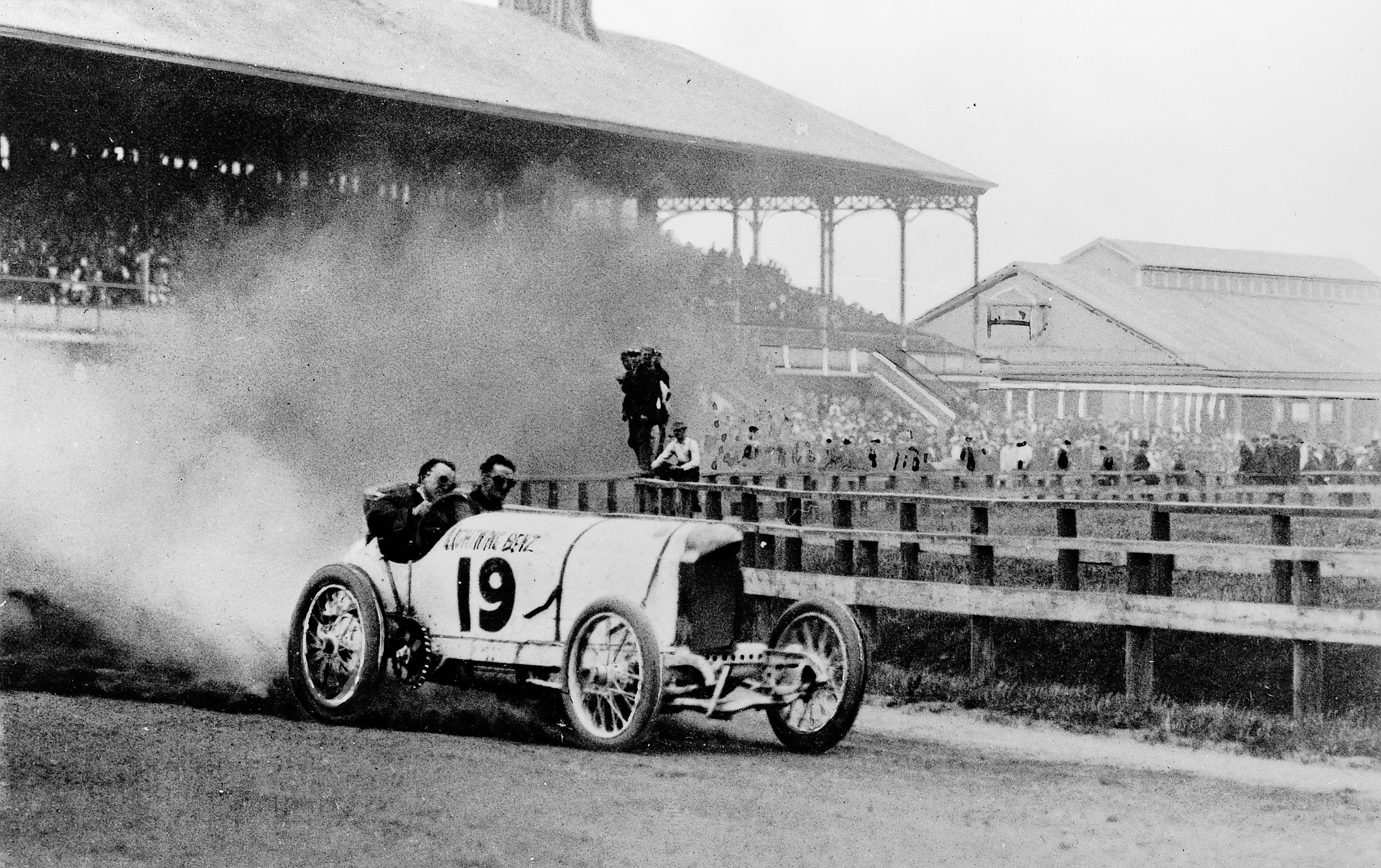
Блитцен-Бенц во время гонки
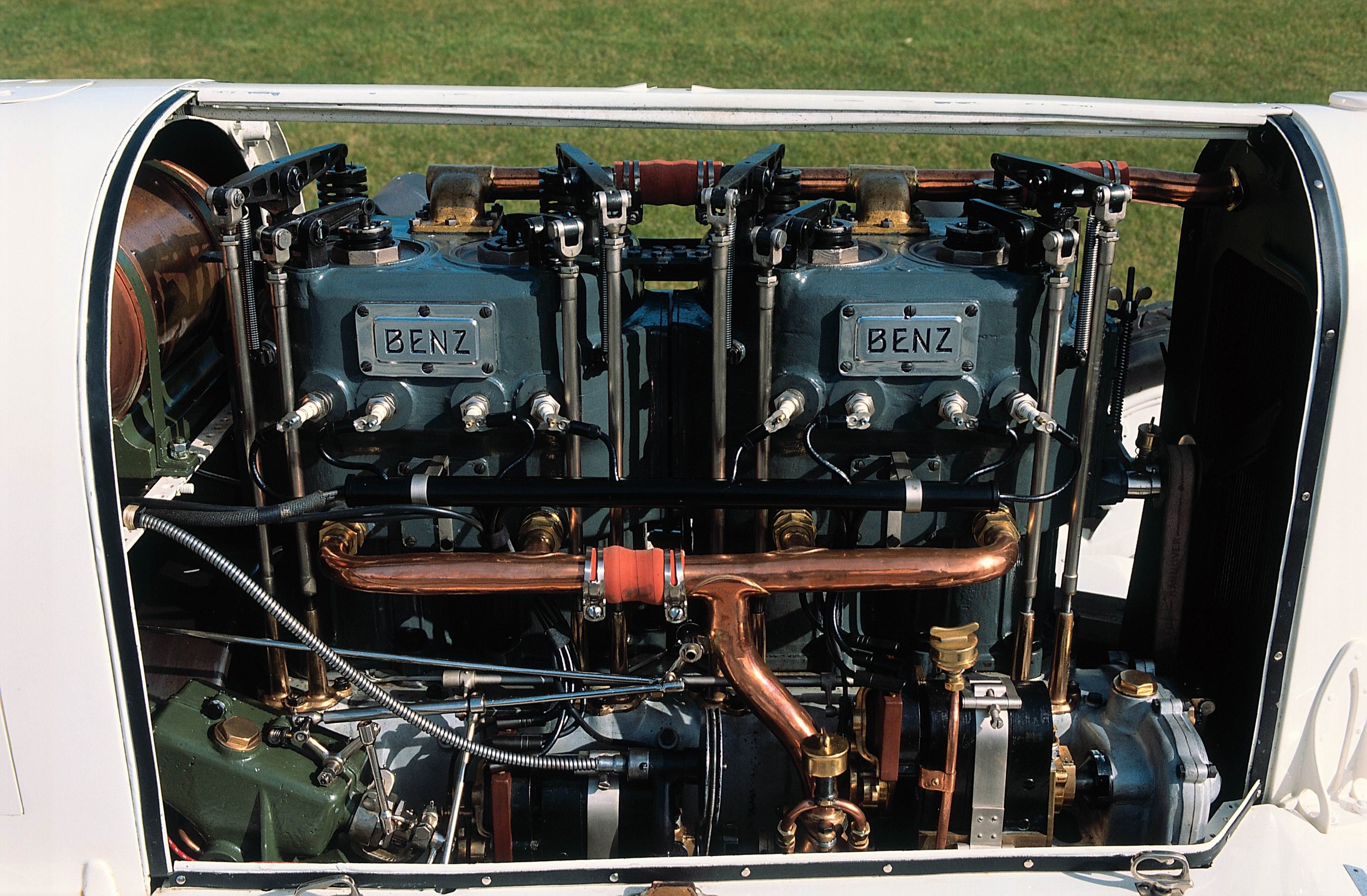
Двигатель Блитцен-Бенц
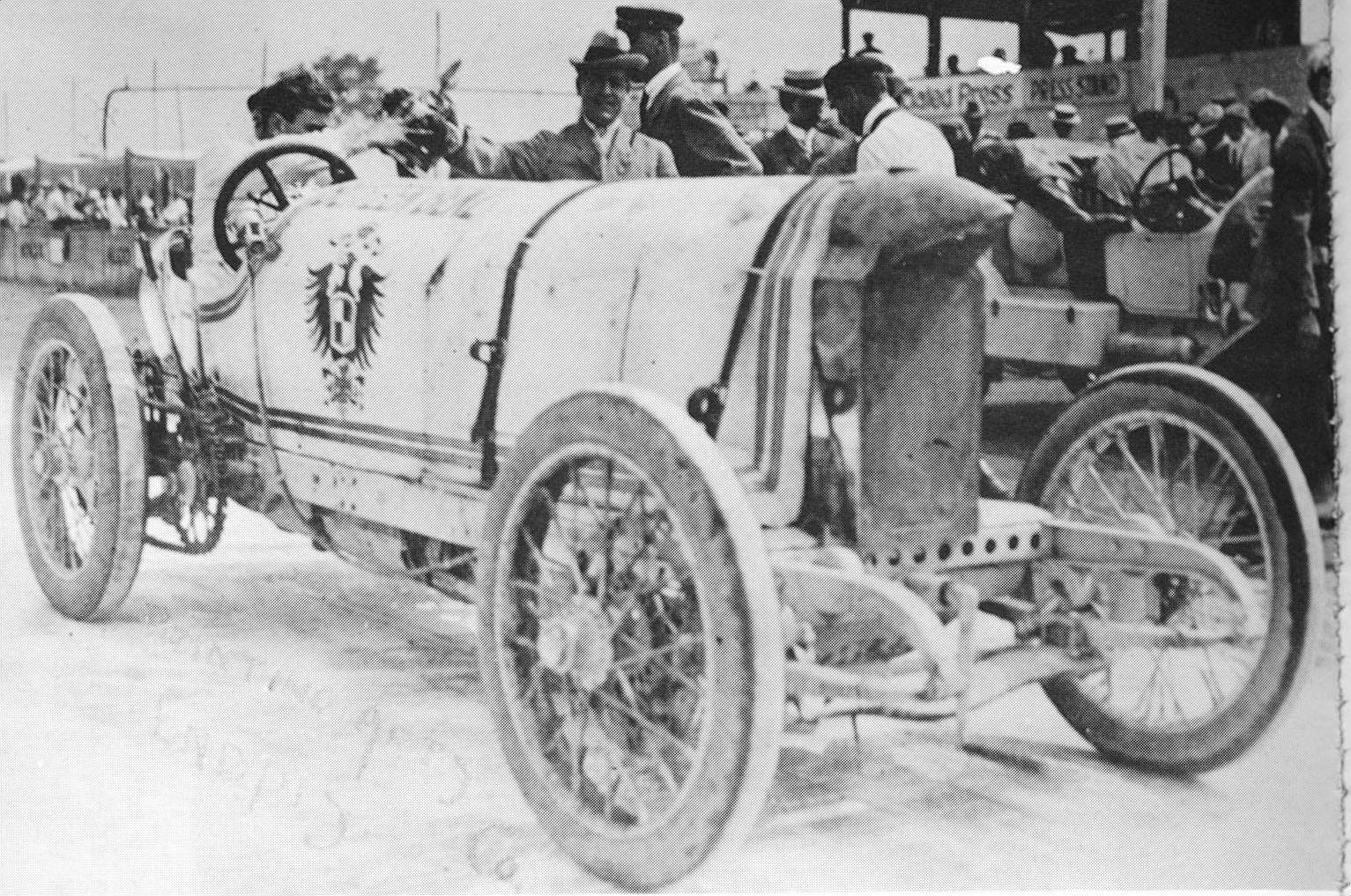
Блитцен-Бенц, 1910 год
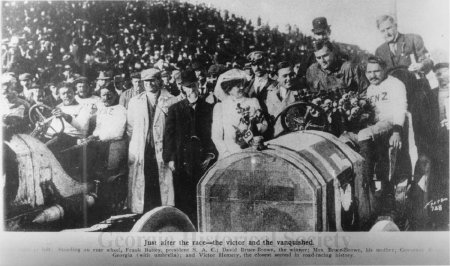
Дэвид Брюс-Браун и Блитцен-Бенц, 1910 год
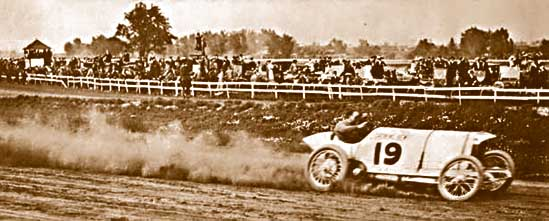
Блитцен-Бенц во время гонки
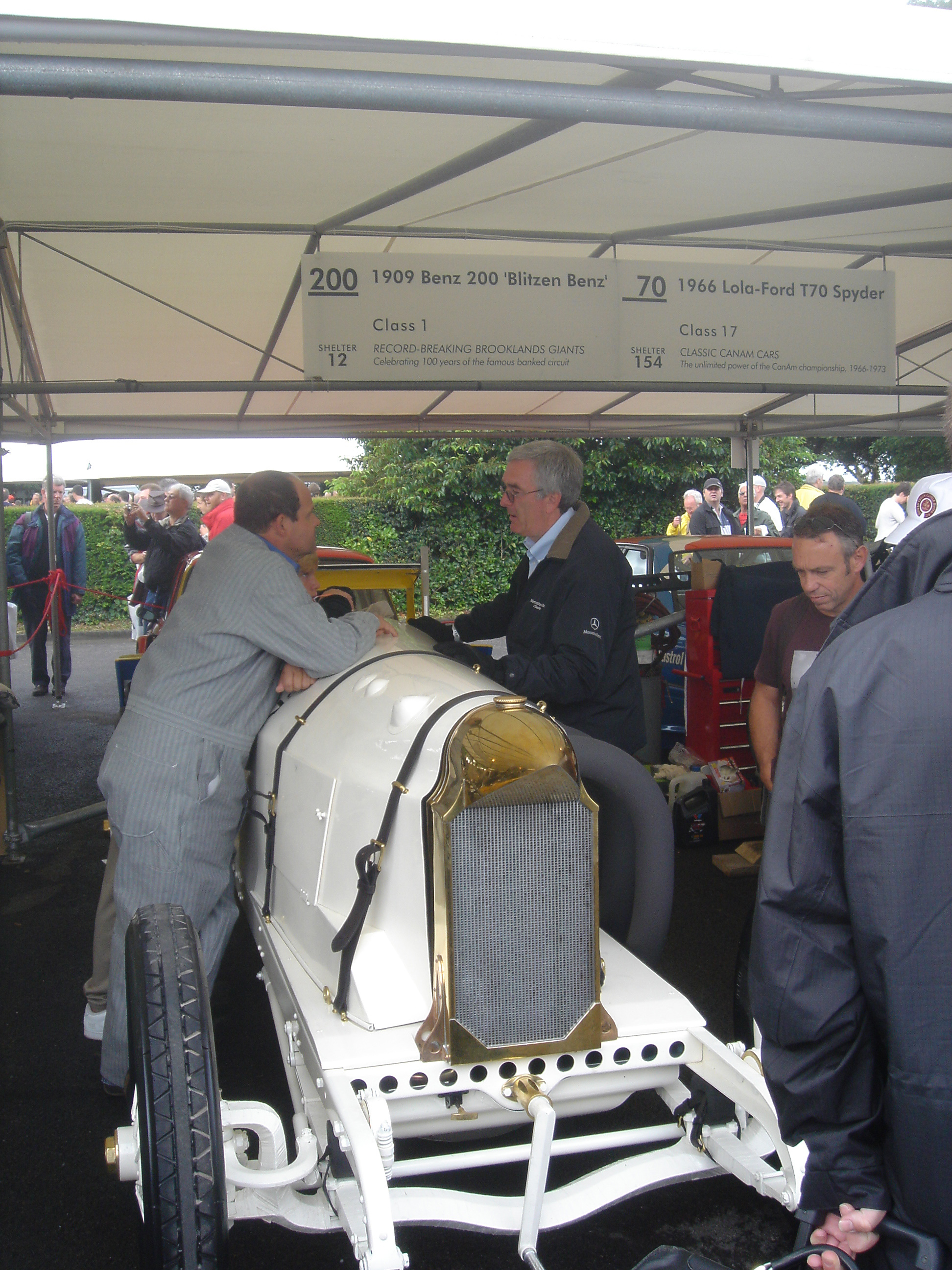
Блитцен-Бенц на фестивале скорости, 2007 год